# 新桥镇 (玉林市)
新桥镇，是中华人民共和国广西壮族自治区玉林市福绵区下辖的一个乡镇级行政单位。

## 行政区划
新桥镇下辖以下地区：
新桥村、大楼村、被霞村、旺村、长屏村、养心村、永宁村、阳岗村、五金村、金鸡村、富寨村、田横村、辛仓村、新沙村、霞山村、化山村和长石村。